# Amara pseudobrunnea
Amara pseudobrunnea är en skalbaggsart som beskrevs av Carl Hildebrand Lindroth. Amara pseudobrunnea ingår i släktet Amara och familjen jordlöpare. Inga underarter finns listade i Catalogue of Life.